# 南砺市役所
南砺市役所（なんとしやくしょ）は、日本の地方公共団体である南砺市の組織が入り執行機関としての事務を行う施設（役所）。庁舎は旧福光町役場の庁舎（1987年11月30日竣工）を使用している。

## 概要
2004年11月1日に南砺市が発足した当初、市役所は旧福光、福野、井波、城端の4つの町役場庁舎に分庁舎を設置していたが、維持コストの増大や職員の庁舎移動など業務上の弊害が目立つようになったことから、4庁舎の中で最も老朽化が進んでいない福光庁舎（5階建本館、4階建別館）を統合庁舎とすることになった。2020年7月1日、地域包括ケア部と市民協働部の一部を除く全部局計21課が福光庁舎に集約された。その一方で、市民センターは引き続き8地域での設置を継続する。